# مالابون
مالابون (بالإنجليزية: Malabon) هي مدينة عالية التحضر تقع في الفلبين في مانيلا. يقدر عدد سكانها بـ 353,337 نسمة ومساحتها 19.76 كم2 .

## أعلام
- جيمي ماريانو
- ليندا تاي كاسبر
- لورين يغاردا